# Dailiji
Dailiji (kinesiska: 代力吉, 代力吉镇) är en köping i Kina. Den ligger i den autonoma regionen Inre Mongoliet, i den norra delen av landet, omkring 1 000 kilometer öster om regionhuvudstaden Hohhot. Antalet invånare är 19459. Befolkningen består av 9 530 kvinnor och 9 929 män. Barn under 15 år utgör 15,0 %, vuxna 15-64 år 80 %, och äldre över 65 år 4,0 %.
Genomsnittlig årsnederbörd är 634 millimeter. Den regnigaste månaden är juli, med i genomsnitt 149 mm nederbörd, och den torraste är januari, med 5 mm nederbörd.